# بخش مرکزی شهرستان تکاب
بخش مرکزی شهرستان تکاب یکی از بخش‌های تابعه شهرستان تکاب در استان آذربایجان غربی در شمال غربی ایران است.

## تقسیمات کشوری
دهستان‌های بخش مرکزی
- دهستان افشار
- دهستان انصار
- دهستان کرفتو

شهرها: تکاب

## جمعیت
بر اساس سرشماری مرکز آمار ایران در سال ۱۳۹۵، جمعیت این بخش برابر با ۸۰٬۵۵۶ نفر (۲۳٬۴۸۲ خانوار) بوده‌است. 